# Condado de Waukesha
O Condado de Waukesha (em inglês:  Waukesha County) é um dos 72 condados do estado americano do Wisconsin. A sede e maior cidade do condado é Waukesha. Foi fundado em 1846.
O condado possui uma área de 1 504 km², dos quais 1 423 km² estão cobertos por terra e 80 km² por água, uma população de 389 891 habitantes, e uma densidade populacional de 273,9 hab/km² (segundo o censo nacional de 2010). É o terceiro condado mais populoso do Wisconsin.